# Relaciones entre la República Árabe Saharaui Democrática y Siria
Las relaciones diplomáticas entre la República Árabe Saharaui Democrática y la República Árabe de Siria se consideran como cercanas entre los dos países.

## Descripción
Históricamente, Siria ha proporcionado apoyo político al Frente Polisario en su lucha de independencia contra Marruecos. Esta cercanía de Siria a la República Árabe Saharaui Democrática ha incitado tensiones entre Marruecos y Siria, que han estado en declive desde los años 1960. Los lazos cercanos de Siria con Irán también dio ímpetu para las tensiones, un hecho que contibuyó al apoyo sirio al Frente Polisario y al pueblo saharaui en su lucha contra Marruecos. Siria queda firme en su apoyo a los saharauis y ha reconocido de manera oficial la República Árabe Saharaui Democrática.

## Guerra civil siria
La guerra civil siria ha creado divisiones entre los dos grupos. La oposición siria exiliada, respaldada por aliados en contra de al-Ásad, entre los cuales incluye también a Marruecos, había sido instrumental en respaldar la idea promovida por el gobierno marroquí de adherir el Sáhara Occidental a Marruecos. Entretanto, el gobierno sirio dirigido por Bashar al-Ásad ha mantenido su apoyo al Frente Polisario y la causa sahauraí.
Argelia presuntamente dejó que luchadores del Frente Polisario luchase en Siria a petición de al-Ásad. Con el éxito de al-Ásad en la guerra civil, se espera que las relaciones entre Siria y la RASD darían fruto en un futuro ya que al-Ásad ha mantenido un fuerte compromiso con la causa saharauí.